# Frank Dillane
Frank Stephenson Dillane (Londen, 21 april 1991) is een Engels acteur. Hij speelde in diverse films en televisieseries, waaronder Harry Potter en de Halfbloed Prins en Fear the Walking Dead.
Dillane is de jongste zoon van acteur Stephen Dillane.

## Filmografie

### Film
- 2009: Harry Potter en de Halfbloed Prins, als Marten Asmodom Vilijn (tiener jaren) / Tom Riddle
- 2012: Papadopoulos & Sons, als James Papadopoulos
- 2015: In The Heart of the Sea, als Owen Coffin
- 2018: Astral, als Alex Harmann
- 2019: How to Build a Girl, als Tony Rich
- 2020: Viena and the Fantomes, als Keyes
- 2024: Harvest, als Edmund Jordan

### Televisie
- 2015: Sense8, als Shugs
- 2015-2018: Fear the Walking Dead, als Nick Clark
- 2016: Fear the Walking Dead: Flight 462, als Nick Clark
- 2021: The Girlfriend Experience, als Christophe
- 2022: The Essex Serpent, als Dr. Luke Garrett
- 2024: Renegade Nell, als Charles Devereux / Isambard Tulley
- 2024: Joan, als Boisie Hannington